# Castello di Marschlins
Il castello di Marschlins si trova a Igis, nel comune di Landquart, Canton Grigioni (Svizzera).
Il castello, un tempo circondato da un fossato, si trova a nord est di Igis, ai piedi del versante destro della valle del Reno.
L'edificio a pianta quadrata, dotato di tre torri difensive e di una torre principale con sovrastruttura sporgente, è circondato da diversi sistemi di fossati. 
Realizzato nella metà del XIII secolo come feudo del vescovo di Coira, è probabile che esistettero costruzioni precedenti risalenti all'XI e XII secolo, non accertate. Nel 1337 il complesso fu dato in feudo al duca Alberto d'Austria e poi ceduto nel 1354 al conte Friedrich von Toggenburg. 
Un incendio distrusse gli edifici nel 1460. Nel 1462 il duca Sigismondo vendette la fortezza a Ulrich von Brandis. I doppi fossati furono prosciugati dopo il 1600. Attorno al 1635 Ulysses von Salis-Marschlins rinnovò il castello, trasformandolo in maniero con giardini alla francese. Nel 1771 nella torre principale fu costruita una cappella; dal 1771 al 1777 Marschlins fu sede del Philanthropinum, una scuola riformata ispirata alla sua omonima di Dessau. 
L'aspetto attuale del castello è frutto dei radicali rimaneggiamenti effettuati nel 1905.